# San Bernardino (Paraguay)
Pour les articles homonymes, voir San Bernardino.
San Bernardino est une ville du Paraguay située dans le département de Cordillera.
Sa population était de 20 491 habitants en 2012.